# Grand Circle

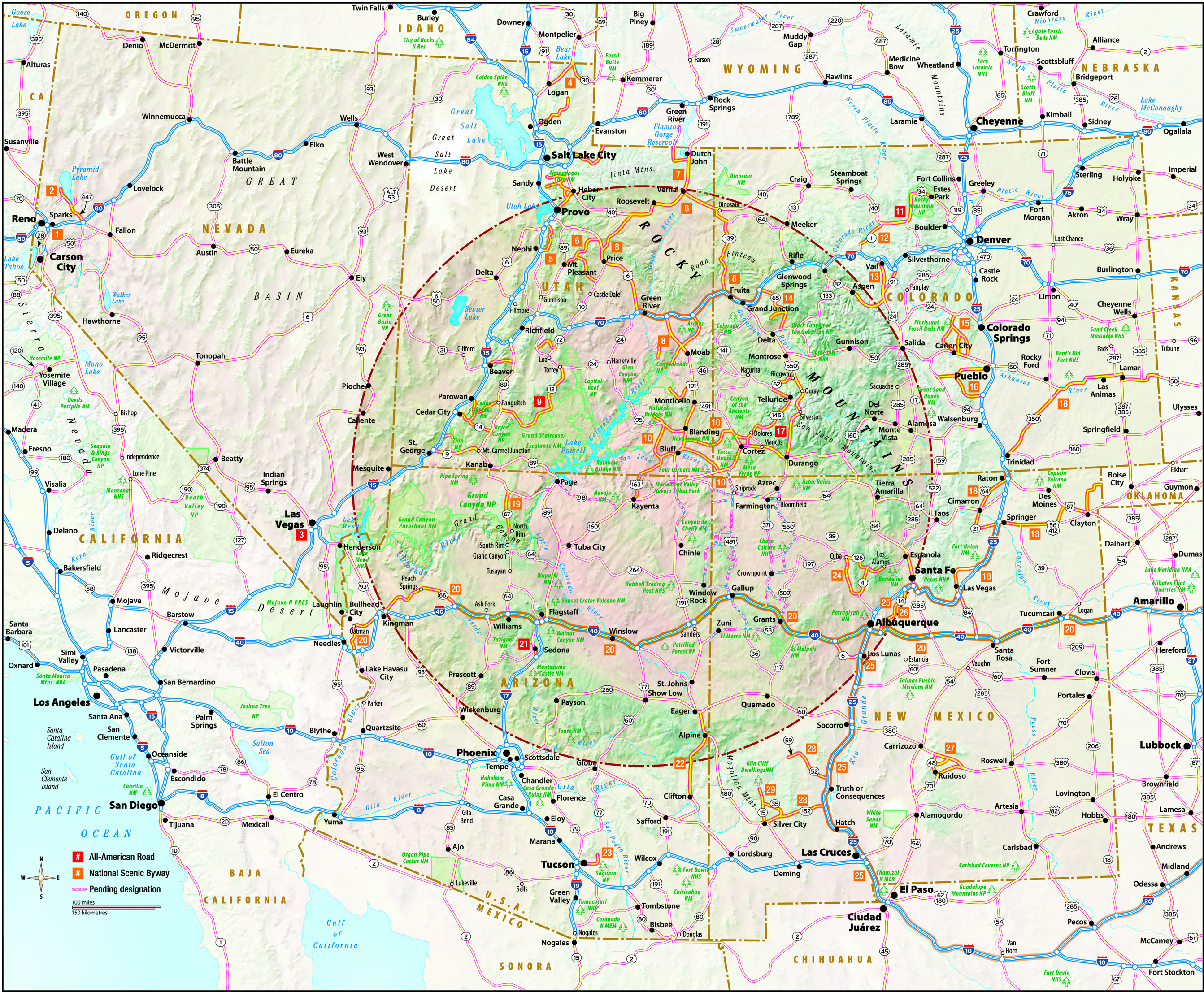
Karte Grand Circle

Als Grand Circle wird eine touristische Rundreise im Südwesten der Vereinigten Staaten von Amerika bezeichnet.
Die Bezeichnung „Grand Circle Tour“ wurde in den 1920er Jahren von der Eisenbahngesellschaft Union Pacific Railroad eingeführt, um eine mehrtägige Busrundreise zu vermarkten. Das Angebot fand großen Zuspruch und trug zur touristischen Erschließung der teils recht abgelegenen Nationalparks des Südwestens mit seinen Naturwundern bei.
Im Anschluss daran werden heute vor allem Autorundreisen in der Region als „Grand Circle Tour“ vermarktet. Sie führt je nach Strecke durch Nationalparks und zahlreiche National Monuments in den Bundesstaaten Arizona, New Mexico, Colorado, Utah und Nevada. Die Landschaft des Grand Circle zählt zu den beeindruckendsten geologischen Landschaften der Vereinigten Staaten. Der Grand Circle verläuft größtenteils entlang der  National Scenic Byways, einem 1991 eingeführten nationalen Programm zur Erhaltung bedeutender Nebenstraßen von historischem, kulturellem oder landschaftlichem Wert.
| Distanz | Nationalpark              |
| ------- | ------------------------- |
| 0 km    | Las Vegas                 |
| 230 km  | Zion Nationalpark         |
| 315 km  | Bryce Canyon Nationalpark |
| 415 km  | Capitol Reef Nationalpark |
| 575 km  | Arches Nationalpark       |
| 620 km  | Canyonlands Nationalpark  |
| 805 km  | Mesa Verde Nationalpark   |
| 1165 km | Grand Canyon Nationalpark |
| 1485 km | Las Vegas                 |